# Archaboilus kisylkiensis
Archaboilus kisylkiensis  (лат.) — ископаемый вид прямокрылых насекомых рода Archaboilus из семейства Haglidae.

## Описание
Обнаружен в юрских отложениях Кыргызстана (Kyzyl-Kiya, около 185 млн лет, плинсбахский ярус). Длина переднего крыла 60 мм.
Вид Archaboilus kisylkiensis был впервые описан в 1937 году советским палеоэнтомологом Андреем Васильевичем Мартыновым (1879—1938; ПИН РАН, Москва, СССР) вместе с таксонами Mesopolystoechus apicalis, Aboilus cellulosus, Archaboilus shurabicus, Juravoliopus sinuatus, Choristopsyche tenuinervis, Cicadellopsis incerta, Diphtheropsis incerta, Eofulgoridium kisylkiense и другими новыми ископаемыми видами. Таксон Archaboilus kisylkiensis включён в состав рода Archaboilus Martynov 1925.